# Urtica ferox
Die Urtica ferox, selten auch Nesselbaum genannt, ist eine Pflanzenart aus der Gattung der Brennnesseln (Urtica) innerhalb der Familie der Brennnesselgewächse (Urticaceae). Sie kommt nur in Neuseeland vor und wird von den Māori Ongaonga genannt.

## Beschreibung und Inhaltsstoffe

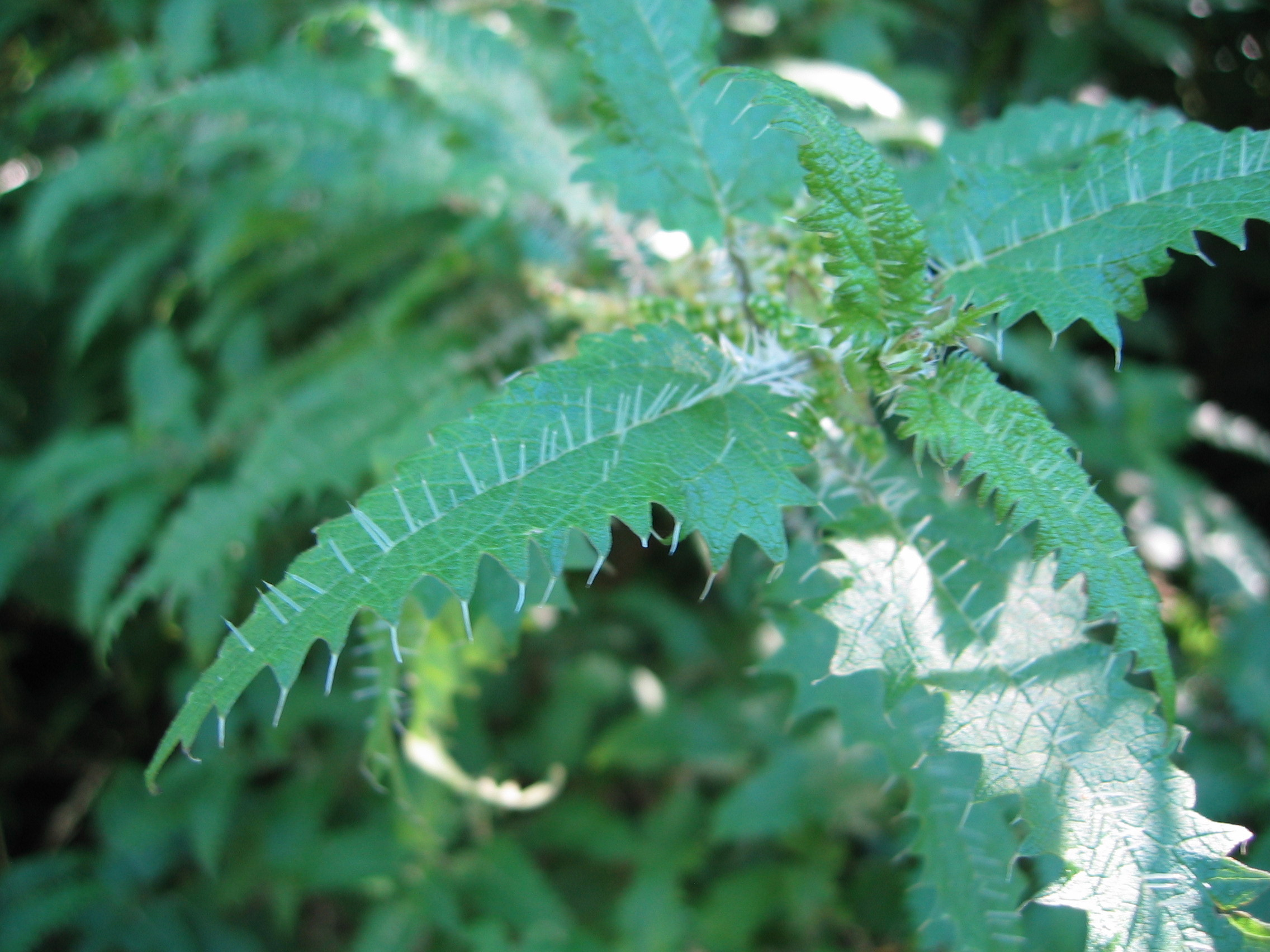
Stängel mit gegenständigen Laubblättern

### Vegetative Merkmale
Urtica ferox ist eine verholzende Pflanze, die als Halbstrauch wächst und üblicherweise Wuchshöhen von 1 bis 2 Metern, selten auch drei Metern erreicht. Stängel und Laubblätter sind mit weißen Brennhaaren besetzt. An den Laubblättern stehen sie in Reihen.

### Generative Merkmale
Es werden Blütenstände gebildet.
Die Chromosomenzahl beträgt 2n = 48.

## Vorkommen
Urtica ferox kommt in Neuseeland vor. Sie wächst in den Waldgebieten der Küstengebiete und Tiefebenen auf beiden Hauptinseln. Die Hauptvorkommen liegen am Rand von Gebüschen, aber auch im Waldinneren. Auf Weiden wächst sie nicht. Man nimmt an, dass die Pflanzen im Jugendstadium vom Vieh gefressen werden.

## Giftigkeit
Die Brennflüssigkeit besteht wie bei anderen Brennnesseln vorwiegend aus Ameisensäure, sowie Serotonin, Histamin und Acetylcholin, sowie zyto- und neurotoxischen Peptiden, die für die Schmerzen und systemische Symptome verantwortlich sind. Leichter Kontakt reicht beim Menschen bereits aus, um einen starken Brennreiz mit Rötungen und Blasen zu verursachen. Intensiver Hautkontakt kann für den Menschen zu schweren neuropathischen Beschwerden führen und sogar lebensbedrohlich sein; mehrere Quellen sprechen von Todesopfern.